# نادي القارة
نادي القارة السعودي هو أحد أندية الدرجة الثالثة بالمنطقة الشرقية، تأسس عام 1391 هـ، بمدينة الأحساء (محافظة) في قرية القارة.

## مقر النادي
يقع النادي في قرية القارة شرق مدينة الهفوف بجانب فريق الجزيرة لكرة القدم بالحليلة.

## ملاعب
نادي القارة لديه ملعبه الخاص في قرية القارة.

## أعضاء مجلس الإدارة
| فريد بن خليفة الصالح | صالح احمد الغافلي |
| عضو                  | وليد السلطان      |

## المشاركات
دوري الدرجة الثانية السعودي
- دوري الدرجة السعودي 1998–1999
- دوري الدرجة الثانية السعودي 1999–2000
- دوري الدرجة الثانية السعودي 2000–2001

أفضل مركز هو الرابع موسم 1999–2000

## كاس الكؤوس الاسيويه  1974 نصف النهائي

### كرة السلة الدرجة الممتازة المركز الثالث سنة 2022

##### 5-موسى العبدالمحسن (69 نقطة)
دوري الدرجة الثالثة السعودي
- دوري الدرجة الثالثة السعودي 2015–16
- دوري الدرجة الثالثة السعودي 2020–21